# Val di Sangro
Val di Sangro – miejscowość lub miasto we Włoszech pomiędzy gminami Atessa i Paglieta w regionie Abruzja, w prowincji Chieti.
Od 1981 roku działa tam fabryka firmy Sevel Sud. Jest to obecnie największa fabryka samochodów dostawczych w Europie o zdolności produkcyjnej 260 tys. sztuk rocznie.